# Lophalia
Lophalia is een kevergeslacht uit de familie van de boktorren (Cerambycidae). De wetenschappelijke naam van het geslacht werd voor het eerst geldig gepubliceerd in 1912 door Casey.

## Soorten
Lophalia omvat de volgende soorten:
- Lophalia auricomis Chemsak & Linsley, 1979
- Lophalia cavei Chemsak & Hovore, 2010
- Lophalia cribricollis (Bates, 1892)
- Lophalia cyanicollis (Dupont, 1838)
- Lophalia prolata Chemsak & Linsley, 1988
- Lophalia quadrivittata (Bates, 1892)